# بين ماكدوغال
بين ماكدوغال (بالإنجليزية: Ben MacDougall)‏ هو لاعب اتحاد الرغبي أسترالي، ولد في 25 مايو 1977 في سيدني في أستراليا.

## وصلات خارجية
- بين ماكدوغال عل موقع إسبنسكروم (الإنجليزية)